# Barronopsis stephaniae
Barronopsis stephaniae là một loài nhện trong họ Agelenidae.
Loài này thuộc chi Barronopsis. Barronopsis stephaniae được miêu tả năm 2009 bởi Stocks.